# Pisanosaurus

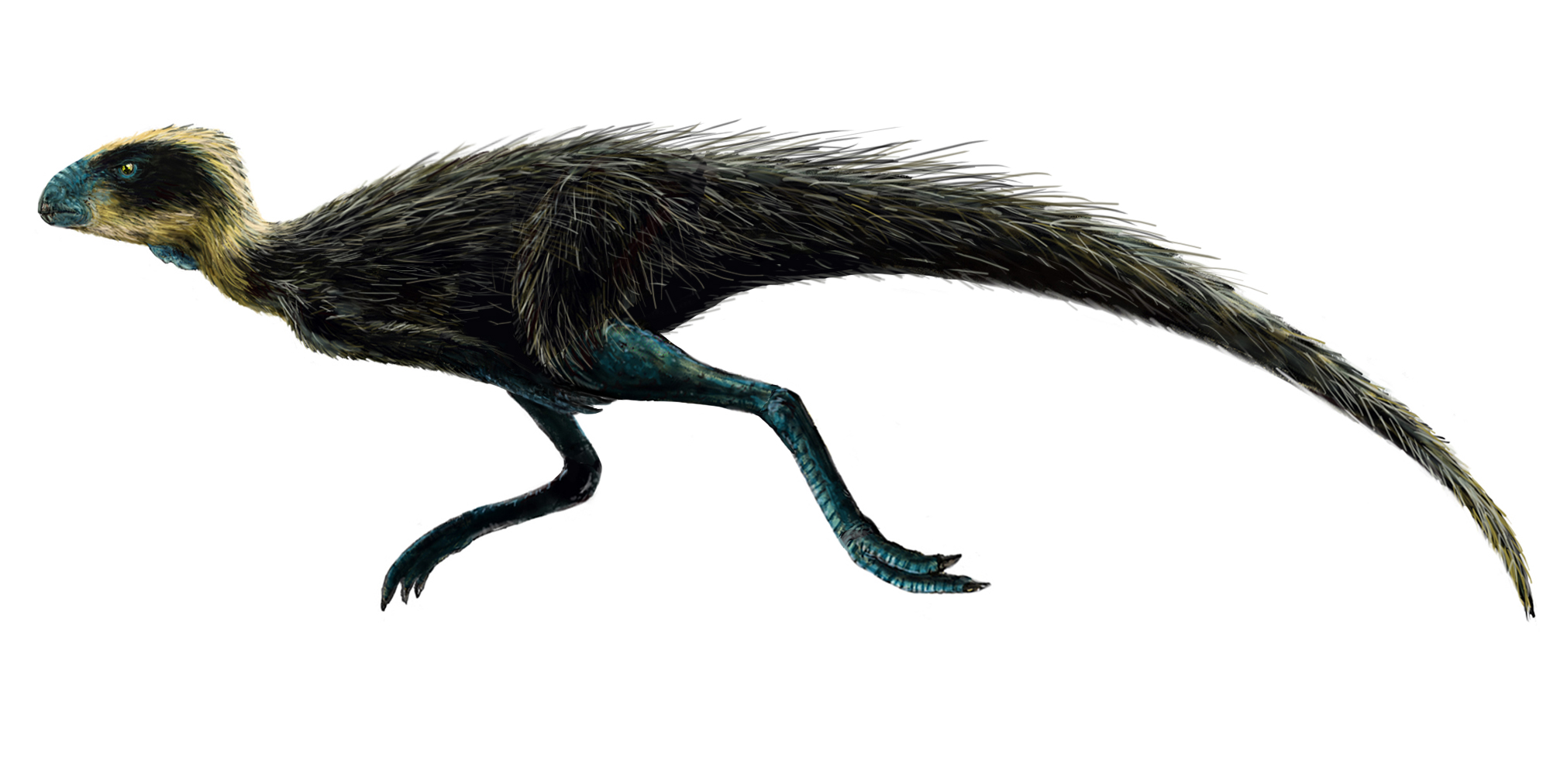
Pisanosaurus som den kan ha sett ut under sin levnad.

Pisanosaurus är ett släkte primitiva fågelhöftade dinosaurier (ornithischier) som levde under yngre trias i vad som idag är Sydamerika. Pisanosaurus var en liten, finlemmad 2,27 till 9,1 kg tung dinosaurie som blev cirka 1 meter lång. Denna tvåbenta växtätare beskrevs 1967 av den argentinska paleontologen Rodolfo Casamiquela som gav släktet namn efter landsmannen och paleontologen Juan A. Pisano, samman med det grekiska ordet σαυρος (sauros) som betyder "ödla". Släktnamnet betyder alltså "Pisanos ödla".

## Systematik
Den exakta klassificeringen av Pisanosaurus har varit ämne för debatt av forskare i över 40 år, och vissa taxonomer räknar in släktet bland heterodontosauriderna (familjen Heterodontosauridae) snarare än till familjen Pisanosauridae. Den nu vanligtvis rådande uppfattningen är dock att Pisanosaurus är den äldsta kända fågelhöftade dinosaurien, vilket var en blandad grupp av dinosaurier som levde under nästan hela den mesozoiska eran.
Såvitt känt är släktet monotypiskt och omfattar den enda arten Pisanosaurus mertii, efter vilken man endast funnit ett enda fossil av ett inte helt komplett skelett i "Agua de las Catas" i Ischigualasto provinspark i Argentina. Skelettet uppskattas vara 216,5–228 miljoner år gammalt.